# جامع الشهيد مجيد
جامع الشهيد مجيد من مساجد العراق الحديثة، ويقع في قضاء الرمادي في محافظة الأنبار، في منطقة الصوفية بالقرب من كلية التربية، وبني عام 1424هـ/2003م، والجامع مستلم من قبل ديوان الوقف السني في العراق، وحالتهُ مضبوطة ولقد شيد وبني على نفقة المتبرع (عذبان عبد شرقي)، وهو من المساجد الكبيرة حيث تبلغ مساحته 1200م2، ويحتوي على مصلى واسع تبلغ مساحتهُ 700م2 ويتسع لأكثر من 800 مصل ومن مرفقات الجامع غرفة مخصصة للإمام والخطيب.
ويحتوي الحرم على محفل للقراء ومنبر للخطابة صنع كلاهما من الخشب الصاج، وتقام في الجامع صلاة الجمعة وصلاة العيدين والصلوات الخمس، ومن نشاطات الجامع إقامة دورات لأجل تحفيظ القرآن للطلاب في العطلة المدرسية الصيفية، حيث يخرج المسجد حوالي 70 طالب وطالبة سنوياً من مختلف الأعمار، يحفظون أجزاء من القرآن، بالإضافة إلى بعض الدروس الفقهية والآداب الإسلامية.